# Sokołowo (obwód Łowecz)
Sokołowo (bułg. Соколово) – wieś w południowej Bułgarii, w obwodzie Łowecz, w gminie Łowecz.
Przed II wojną światową wieś zamieszkiwało około 580 mieszkańców; od tego czasu liczba ludności wciąż spada – w 2010 roku wieś liczyła 163 mieszkańców.